# Ловильні роботи
Ловильні роботи (рос. ловильные работы; англ. fishing operations, fishing job; нім. Fangarbeiten f pl) — у свердловинній технології — роботи із захоплення і видалення із свердловини бурового інструменту та ін. предметів, що залишилися в ній у результаті аварії. Наприклад, роботи у свердловині, що включають вилучення колони насосно-компресорних труб, яка впала, насосних штанг, інструментів та ін., а також очищення стовбура свердловини.

## Загальний опис
Ловильні роботи розглядають технічні засоби і методи ліквідації аварій та ускладнень в процесі будівництва та експлуатації свердловин.
Ловильні роботи — це операції з ліквідації ряду аварій і ускладнень в нафтових і газових свердловинах. До таких операцій належать: вилучення із свердловини обірваних або залишених з інших причин труб, витягнення уламків і сторонніх предметів із свердловини, обірваних або прихоплених шматків кабелю, канату або дроту. Якщо виникають подібні ситуації, необхідно зупиняти всі роботи з буріння, завершення або капітального ремонту свердловин, і їх відновлення можливе тільки після ліквідації аварії або ускладнення при бурінні.
Ловильні роботи з вилучення труб та інструменту, що обірвалися, займають особливе місце в капітальному ремонті.
Найбільш складними є роботи із захоплення та вилучення труб, так-як колона насосно-компресорних труб, що впала у свердловину, при ударі об вибій згинається по всій довжині і заклинюється в експлуатаційній колоні. Іноді труби при ударі об вибій ламаються в декількох місцях і розташовуються у свердловині рядами.
Для вловлювання і вилучення зі свердловини НКТ застосовують ловильні інструменти - труболовки, мітчики, плашки та овершоти . Робота труболовок заснована на захопленні труби внутрішніми або зовнішніми плашками; робота ловильного мітчика та ловильної плашки – на нарізанні у тілі аварійних труб, відповідно, внутрішнього та зовнішнього різьблення, а овершота – на затисканні муфти не прихоплених у свердловині труб пластинчастими пружинами. Для вирівнювання верхнього кінця аварійних труб застосовують конусні райбери або ріжучо-стираючі кільцеві фрезери. Для суцільного фрезерування аварійних труб та інших предметів застосовують вибійні фрезери. Перед вилученням труб, що впали у свердловину, за допомогою печаті встановлюють їх місцезнаходження та вивчають конфігурацію їх верхньої частини для визначення необхідного ловильного інструменту.
Для вилучення зі свердловини каната або кабелю використовують спеціальні вудки з нерухомими та шарнірними гачками, які спускають на трубах. Якщо верхній кінець каната знаходиться на гирлі, а нижній – прихоплений, то за допомогою канаторізки його обрізають безпосередньо біля місця прихоплення.
Для очищення стовбура свердловини від різних сторонніх предметів, що потрапили у свердловину, застосовують набір різноманітних ловильних інструментів (магнітні, вибійні і торцеві фрезери, павуки, йорші, свердла, пікоподібні долота тощо).